# Zandhoven
Zandhoven este o comună din regiunea Flandra din Belgia. Comuna este formată din localitățile Zandhoven, Massenhoven, Pulderbos, Pulle și Viersel. Suprafața totală a comunei este de 40,10 km². La 1 ianuarie 2008 comuna avea 12.341 locuitori. 
Zandhoven se învecinează cu comunele Zoersel, Ranst, Vorselaar, Nijlen și Grobbendonk.

## Localități înfrățite
- Germania: Heinebach.